# Bernd Look
Bernd Look (geboren 1949) ist ein ehemaliger deutscher Judoka, der für die DDR antrat. Er gewann 1973 je eine Bronzemedaille bei den Welt- und den Europameisterschaften.

## Sportliche Karriere
Bernd Look hatte als A-Jugendlicher für Dynamo Halberstadt an der Spartakiade 1966 teilgenommen. Als Erwachsener kämpfte Bernd Look für den ASK Vorwärts Frankfurt im Mittelgewicht, der Gewichtsklasse bis 80 Kilogramm. Bei den DDR-Meisterschaften 1971 erreichte er das Finale der DDR-Meisterschaften und unterlag Fritz Skopec vom SC Dynamo Hoppegarten, 1972 wurde Bernd Look DDR-Meister. Ebenfalls 1972 gewann Look die Dutch Open. 1973 belegte Look bei den DDR-Meisterschaften den zweiten Platz hinter Jochen Bech. Bei den Europameisterschaften 1973 in Madrid erreichte Look mit Siegen über Martin Poglajen aus den Niederlanden, Antoni Reiter aus Polen und Pütz aus der Bundesrepublik Deutschland das Pool-Finale. Nach Niederlagen gegen Guram Gogolauri aus der Sowjetunion und den Franzosen Guy Auffray bezwang Look im Kampf um Bronze den Ungarn Mihály Szabó. Anderthalb Monate nach den Europameisterschaften fanden in Lausanne die Weltmeisterschaften 1973 statt. Look bezwang unter anderem den Belgier Gilbert Gustin und verlor gegen die beiden Japaner Shōzō Fujii und Isamu Sonoda. Im Kampf um Bronze besiegte er Andrei Tschupaschenko aus der Sowjetunion. 1974 siegte Look bei den DDR-Meisterschaften, 1975 war er wieder Zweiter hinter Jochen Bech. Look nahm 1975 noch an den Weltmeisterschaften in Wien teil, schied aber im Achtelfinale gegen den Franzosen Jean-Paul Coche aus.